# Kars–Tbiliszi–Baku-vasútvonal
A Kars–Tbiliszi–Baku-vasútvonal egy épülő vasútvonal Törökország és Azerbajdzsán között, Grúzián keresztül.
A három ország elnökei 2007-ben egyeztek meg a projektben, amely magába foglalja 76 km új vonal építését Törökországban, 29 kilométert Grúziában, valamint a meglévő, Grúziában és Azerbajdzsánban haladó vonalak felújítását. Az azeri kormány 220 millió dolláros kölcsönt biztosított, 25 év visszafizetési határidővel, hogy a grúziai szakasz építését elősegítse.
A 600 millió dollárba kerülő vasúti összeköttetés létesítése Törökország, Grúzia, Azerbajdzsán között a grúz konfliktus ellenére jól halad, jelentette ki az azeri kormány 2008 végén. A közlekedési miniszterhelyettes, Musa Panahov szerint a munkálatok a grúz és a török vonalszakaszon, a Kars–Tbiliszi–Baku vonalon a tervek szerint haladnak, és a vonalat 2011-ben megnyitják.

## Lásd még
- Azerbajdzsán vasúti közlekedése
- Grúzia vasúti közlekedése
- Török Államvasutak